# Denny'S PERFECT HIT CHART
Denny'S PERFECT HIT CHARTは、1995年頃に放送されたTOKYO FMで放送されたチャート番組である。放送時間は毎週金曜日の18:00～20:00だった。DJは鈴木しょう治と今泉圭子。
リクエスト方法は他のチャート番組と異なり、ハガキやFAXでは受け付けておらず、スポンサーのデニーズに置いてあるリクエストカードで店内の投票箱から投稿するというシステムを取っていた。そのため、リクエストするためにデニーズまでわざわざ食事した人がいたという。
リクエスト曲は新旧洋邦問わなかったため、J-POPは当時流行っていたMr.ChildrenやB'zなどがチャートの上位をしめ、洋楽は、ホイットニー・ヒューストンの「オールウェイズ・ラヴ・ユー」、マライア・キャリーなど当時のヒット曲を初め、カーペンターズやイーグルス、ビートルズの60～70年代の楽曲もチャートインしたこともあった。